# Pseudephebe
Pseudephebe M. Choisy, 1930 è un genere di licheni appartenente alla famiglia Parmeliaceae.

## Tassonomia
Il genere comprende le seguenti specie:
- Pseudephebe mariensis (Øvstedal, Common & Fryday) Øvstedal & Fryday, 2019
- Pseudephebe minuscula (Nyl. ex Arnold) Brodo & D. Hawksw., 1977
- Pseudephebe pubescens (L.) M. Choisy, 1930